# Intel 8080
Intel 8080 là bộ vi xử lý 8 bit thứ hai do Intel thiết kế và sản xuất và được phát hành vào tháng 4 năm 1974. Nó là một biến thể mở rộng và nâng cao của thiết kế 8008 trước đó, mặc dù không có khả năng tương thích nhị phân. Giới hạn tần số xung nhịp được chỉ định ban đầu là 2 MHz và với các lệnh phổ biến sử dụng 4, 5, 7, 10 hoặc 11 chu kỳ, điều này có nghĩa là nó hoạt động ở tốc độ thông thường là vài trăm nghìn lệnh mỗi giây. Một biến thể nhanh hơn 8080A-1 trở nên khả dụng sau này với giới hạn tần số xung nhịp lên tới 3.125 MHz.
8080 yêu cầu hai chip hỗ trợ để hoạt động trong hầu hết các ứng dụng, trình điều khiển / trình tạo xung nhịp i8224 và bộ điều khiển bus i8228 và được triển khai trong NMOS bằng cách sử dụng các bóng bán dẫn chế độ tăng cường không bão hòa khi tải do đó yêu cầu +12 V và điện áp −5 V ngoài khả năng tương thích với TTL chính +5 V.